# Ajuda, Salvador e Santo Ildefonso
Ajuda, Salvador e Santo Ildefonso ist ein Ort und eine ehemalige Gemeinde (Freguesia) im portugiesischen Kreis Elvas. Die Gemeinde hatte 993 Einwohner (Stand 30. Juni 2011).
Am 29. September 2013 wurden die Gemeinden Ajuda, Salvador e Santo Ildefonso und Assunção zur neuen Gemeinde Assunção, Ajuda, Salvador e Santo Ildefonso zusammengeschlossen.